# 녕인
녕인(1997년 9월 12일 ~)은 대한민국의 가수다. 2019년 싱글 앨범 <겨울>로 데뷔했다.

## 방송
- K팝스타 4 (2014)
- K팝스타 6 더 라스트 찬스 (2016) - Top17(14위)

## 음반
- 꿈키움M주니어 (Volume 2) (2014)
- K팝 스타 시즌4 'Make You Feel My Love' (2014)
- 겨울 (2019)
- LUH (2019)